# CoRoT-2
CoRoT-2 är dubbelstjärna belägen i den mellersta delen av stjärnbilden Örnen. Den har en skenbar magnitud av ca 12,57 och kräver ett teleskop för att kunna observeras. Baserat på parallax enligt Gaia Data Release 3 på ca 4,69 mas beräknas den befinna sig på ett avstånd av ca 700 ljusår (ca 213 parsec) från solen. Den rör sig bort från solen med en heliocentrisk radialhastighet av ca 17 km/s.

## Egenskaper

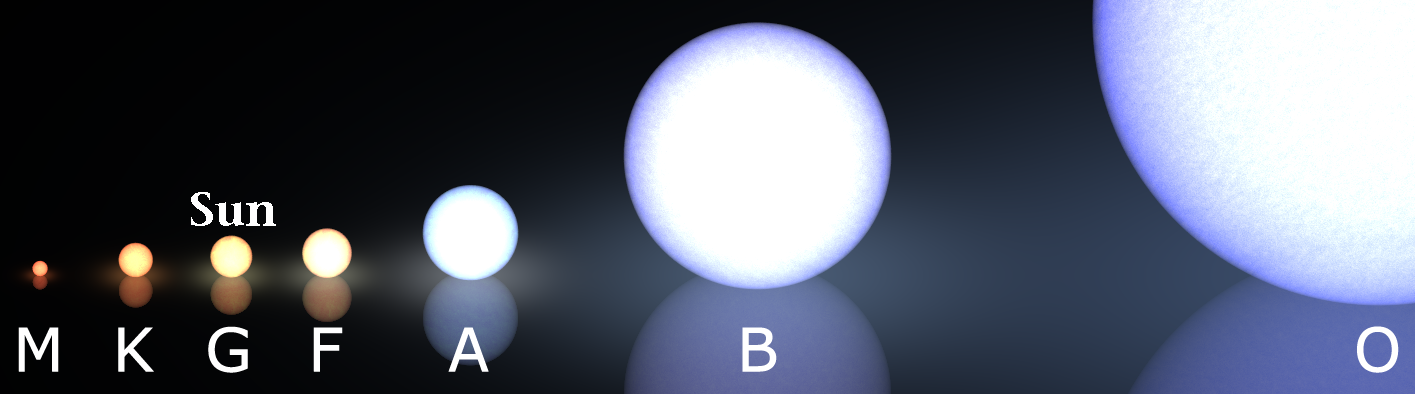
CoRoT-2 är en stjärna i klass G7V, något mindre massiv än solen (G2V).

Primärstjärnan CoRoT-2 är en orange till gul stjärna i huvudserien av  spektralklass G7 V, Den har en massa av ca 0,97 solmassa, en radie av ca 0,90 solradie och har en effektiv temperatur av ca 5 600 Stjärnan har en reell fysisk följeslagare, 2MASS J19270636+0122577, av spektraltyp K9, vilket tidigare antagits av Alonso et al. (2008), och gör CoRoT-2 till vid dubbelstjärna med minst en planet.

## Planetsystem
Stjärnan är hemvist för exoplaneten CoRoT-2b som upptäcktes med transitmetoden av CoRoT-uppdragets rymdsond. CoRoT-2b (tidigare känd som CoRoT-Exo-2b) är den andra exoplaneten som upptäckts av det franskledda CoRoT-uppdraget, och kretsar kring stjärnan CoRoT-2 på ett avstånd av 700 ljusår från jorden. Dess upptäckt tillkännagavs den 20 december 2007. Efter dess upptäckt genom transitmetoden bekräftades dess massa med hjälp av radialhastighetsmetoden.
Planeten är en stor, het Jupiter, ungefär 1,43 gånger Jupiters radie och ungefär 3,3 gånger så massiv. Dess enorma storlek beror på den intensiva uppvärmningen från dess moderstjärna, vilket får de yttre lagren i dess atmosfär att svälla. Planetens extremt stora radie tyder på att CoRoT-2b är riktigt het, med temperatur uppskattad till cirka 1 500 K, ännu hetare än man skulle kunna förvänta sig med tanke på dess läge nära sin moderstjärna. Detta faktum kan vara ett tecken på tidvattenuppvärmning på grund av interaktioner med en annan planet. På Jupiterliknande avstånd skulle dess radie ungefär vara densamma som Jupiters. Den fullständiga faskurvan för planeten har observerats.
CoRoT-2b kretsar kring dess stjärna ungefär en gång per 1,7 dygn och kretsar kring stjärnan i prograd riktning nära stjärnans ekvator. Moderstjärnan är en stjärna av spektraltyp G, lite kallare än solen men mer aktiv, belägen cirka 700 ljusår från jorden. Planetens transit framför stjärnan tar 125 minuter.
I augusti 2008 beräknades CoRoT-2b:s banvinkel (det vill säga vinkeln mellan stjärnans ekvator och planetens omloppsbana) av Bouchy et al. med hjälp av Rossiter-McLaughlin-effekten till ett värde på +7,2 ± 4,5 grader.
| Planet | Massa          | Halv storaxel (AE) | Siderisk omloppstid (d) | Excentricitet | Inklination | Radie            |
| ------ | -------------- | ------------------ | ----------------------- | ------------- | ----------- | ---------------- |
| b      | 3,31 ± 0,16 MJ | 0,0281 ± 0,0009    | 1,74299705              | 0             | -           | 1,429 ± 0,047 RJ |